# شبکه تنظیم‌کننده ژن

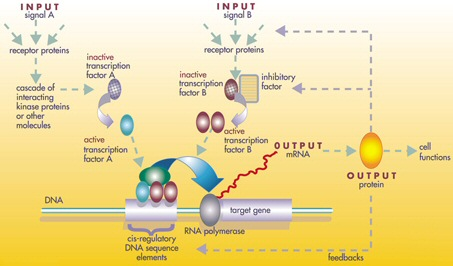
ساختار یک شبکه تنظیم‌کننده ژن.

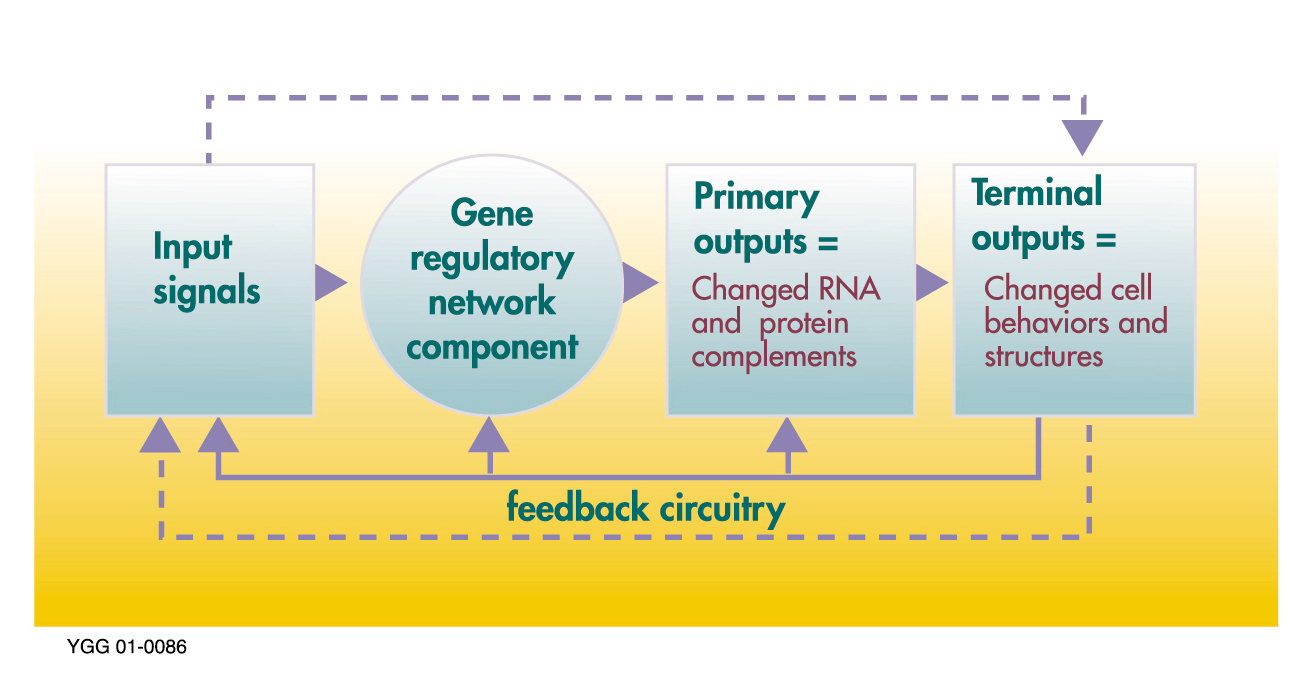
رویه کنترل یک شبکه تنظیم‌کننده ژن.

شبکه تنظیم‌کننده ژن یا شبکه تنظیم‌کننده ژنتیک (GRN) مجموعه‌ای از قطعات دی ان ای (DNA) در یک سلول است که با یکدیگر به صورت غیر مستقیم (از طریق RNA و بیان محصولات پروتئین خود) و با مواد دیگر در سلول تعامل می‌کنند و در نتیجه نرخ تیدیل اینکه کدام ژن به mRNA رونویسی می‌شود را در شبکه مشخص می‌ نماید. به‌طور کلی، هر یک از مولکول‌های آران ای پیام رسان mRNA به یک پروتئین خاص یا مجموعه‌ای از پروتئین‌ها ترجمه می‌شود. در برخی موارد این پروتئین ساختاری خواهد بود و در غشای سلول یا در داخل سلول جمع خواهد شد و به آن خواص ساختاری خاصی می‌دهد.
در سایر موارد، پروتئین به صورت آنزیم خواهد بود، به عنوان مثال، دستگاه میکرو که کاتالیز نمودن واکنش خاصی مانند شکست از یک منبع غذایی یا سم را انجام می‌دهد. هر چند برخی از پروتئین‌ها تنها وظیفه خدمت فعال کردن ژن‌های دیگر را برعهده دارند و این عوامل رونویسی هستند که نقش اصلی در شبکه‌های نظارتی را برعهده دارند. با اتصال به ناحیه promoter در ابتدای ژن‌های دیگر باعث روشن شدن آن‌ها و تولید شدن پروتئین می‌شوند و این روند ادامه پیدا می‌کند. برخی از عوامل رونویسی عوامل بازدارنده هستند.
در موجودات تک سلولی، شبکه‌های نظارتی برای بررسی عوامل محیطی خارجی، بهینه سازی سلول در یک زمان معین برای بقا در این محیط مورد استفاده قرار می‌گیرند. بنابراین یک سلول مخمر، هنگامی که خود را در یک محلول شکر می بیند، بر ژن‌هایی را روشن می‌کند که باعث پردازش شکر به الکل می‌شوند و این فرایند باعث زنده ماندن سلول مخمر می‌شود.